# اروین لامبرت
اروین لامبرت (به آلمانی: Erwin Lambert) (زاده ۷ دسامبر ۱۹۰۹، مرگ ۱۵ اکتبر ۱۹۷۶) یک سرجوخه آلمانی در دوره رایش سوم و مسئول نظارت بر ساخت اتاقهای گاز در آلمان نازی بود. وی در ۲۸ مارس ۱۹۶۲ دستگیر شد و در سال ۱۹۶۶ تبرئه گشت.